# Ő

Ő (gemenform: ő) är en ungersk bokstav. Bokstaven uttalas som en längre version av bokstaven Ö och har dubbel akut accent.